# 조인주
조인주(曺仁柱, In-Joo Cho, 1969년 4월 13일 ~ )는 대한민국의 전 권투 선수이다. 전 세계복싱평의회(WBC) 슈퍼플라이급 챔피언.

## 생애
전라남도 담양군 출신. 1992년 4월 18일 프로 데뷔. 1998년 8월 29일 무패로 챔피언 등극. 5차 방어 성공. 2000년 8월 27일과 2001년 5월 20일 홍창수에게 2연패한 뒤 현역 은퇴. 프로 통산 전적 18승(7KO)2패.

## 같이 보기
- 한국의 권투 선수 목록